# Rejon wierchniednieprowski
Rejon wierchniednieprowski – jednostka administracyjna wchodząca w skład obwodu dniepropetrowskiego Ukrainy.
Rejon utworzony w 1923, ma powierzchnię 1286 km² i liczy około 57 tysięcy mieszkańców. Siedzibą władz rejonu jest Wierchniednieprowsk.
Na terenie rejonu znajdują się 2 miejskie rady, 2 osiedlowe rady i 11 silskich rad, obejmujących w sumie 64 wsie i 1 osadę.